# السینبورو، نیوجرسی
السینبورو (به انگلیسی: Elsinboro Township) شهری در ایالت نیوجرسی کشور ایالات متحده آمریکا است که جمعیت آن در سرشماری سال ۲۰۱۰ میلادی، ۱٬۰۳۶ نفر بوده‌است.